# 케이엑스이노베이션
케이엑스이노베이션(KX Innovation)는 대한민국의 방송채널 사용사업자이다.
계열사로 엠앤씨넷미디어, 넥서스일렉, 아시아경제신문, 아시아경제미디어, 팍스넷을 두고 있다. 신라CC 떼제베CC 파주CC를 보유하고 있으며 골프 및 종합레져 업종으로 변모하고있다.

## 채널 운영
| 채널명        | 채널 정보             | 비고        |
| 디원TV        | 범죄 전문             | 디원 플러스 |
| Mplex         | 영화 전문             |             |
| 미드나잇 채널 | 성인영화를 전문       |             |
| 팍스경제TV    | 경제, 증권정보를 전문 |             |
| 엑스원        | BBC 다큐멘터리 교양   |             |

### 연혁
- 2000년 10월 19일 KMH 설립
- 2001년 2월 방송채널사업등록 및 본방송 개국
- 2002년 3월 미드나잇 채널 및 제3영화채널(현,엠플렉스)개국
- 2003년 5월 방송송출사업 진출
- 2003년 11월 자회사 '미디어원' 설립
- 2004년 3월 제3영화채널, Mplex로 채널명 변경
- 2005년 10월 KMH 설립 5주년
- 2007년 2월 위성DMB 송출 개시
- 2007년 7월 방송사업 디원TV 인수
- 2008년 4월 M&C파워텍 방송송출사업 인수
- 2008년 9월 KT 올레TV 채널사업자선정
- 2008년 11월 라온엔테프라이즈 지분 참여
- 2009년 1월 SK B TV, LG U+ TV 등 IPTV 론칭
- 2010년 4월 한국HD방송 지분 참여
- 2010년 6월 국내최초 3D 채널 개시
- 2010년 10월 KMH 설립 10주년
- 2011년 1월 디원TV KT스카이라이프 론칭
- 2011년 2월 뽀로로 게임 TV 론칭
- 2011년 5월 25일 코스닥 상장
- 2013년 1월 3일 아시아경제신문 인수
- 2013년 1월 16일 팍스넷 인수
- 2017년 7월 18일 다큐원TV 개국

## 수상
2009년 방송 채널 송출 점유율 1위

## 상장
2011년 5월 25일에 상장하였다.

## 종속기업
- (주)케이엑스하이텍
- (주)파주컨트리클럽
- (주)케이엠에이치신라레저